# Hililaza Hilinawalo Mazino
Hililaza Hilinawalo Mazino is een bestuurslaag in het regentschap Nias Selatan van de provincie Noord-Sumatra, Indonesië. Hililaza Hilinawalo Mazino telt 881 inwoners (volkstelling 2010).